# 丹水池駅 (武漢地下鉄)
丹水池駅（たんすいちえき）は湖北省武漢市江岸区に位置する武漢地下鉄1号線の駅である。

## 利用可能な鉄道路線
- 武漢地下鉄
  - ■1号線

## 駅構造
相対式ホーム2面2線の高架駅。

## 歴史
- 2010年7月29日 - 1号線開通。

## 隣の駅
武漢地下鉄
■1号線
新栄駅 - 丹水池駅 - 徐州新村駅
座標: 北緯30度38分43秒 東経114度19分51秒 / 北緯30.645324度 東経114.330704度